# Mr. Fini
Mr. Fini è il sesto album in studio del rapper italiano Guè, pubblicato il 26 giugno 2020 dalla Island Records.

## Tracce
1. L'amico degli amici – 2:59
2. Chico (feat. Rose Villain & Luchè) – 3:21
3. Il tipo – 2:38
4. Saigon – 3:38
5. 25 ore – 3:05
6. Parte di me (feat. Carl Brave) – 2:52
7. Immortale (feat. Sfera Ebbasta) – 3:20
8. Tardissimo (feat. Mahmood & Marracash) – 3:17
9. Medellin (feat. Lazza) – 3:15
10. Cyborg (feat. Geolier) – 3:25
11. Giacomo (feat. Young Rame) – 3:23
12. Dem Fake (feat. Alborosie) – 2:59
13. Mercy on Me (in sbatti) – 3:04
14. No Security (feat. Noizy) – 3:15
15. Ti levo le collane (feat. Paky) – 2:56
16. Stanza 106 – 3:13
17. Ti ricordi? – 3:23

## Formazione

### Musicisti
- Gué Pequeno – voce
- Rose Villain – voce aggiuntiva (traccia 2)
- Luchè – voce aggiuntiva (traccia 2)
- Carl Brave – voce aggiuntiva (traccia 6)
- Sfera Ebbasta – voce aggiuntiva (traccia 7)
- Mahmood – voce aggiuntiva (traccia 8)
- Marracash – voce aggiuntiva (traccia 8)
- Lazza – voce aggiuntiva (traccia 9)
- Geolier – voce aggiuntiva (traccia 10)
- Young Rame – voce aggiuntiva (traccia 11)
- Alborosie – voce aggiuntiva (traccia 12)
- Noizy – voce aggiuntiva (traccia 14)
- Paky – voce aggiuntiva (traccia 15)

### Produzione
- 2nd Roof – produzione (tracce 1, 3, 4, 7, 14, 15, 16 e 17)
- Sixpm – produzione (tracce 2, 6 e 12)
- Shablo – produzione (traccia 5)
- Takagi & Ketra – produzione (traccia 8)
- Low Kidd – produzione (traccia 9)
- Rvchet – produzione (traccia 10)
- AriBeatz – produzione (traccia 11)
- The Night Skinny – produzione (traccia 13)

## Classifiche

### Classifiche settimanali
| Classifica (2020) | Posizione massima |
| ----------------- | ----------------- |
| Italia            | 1                 |
| Svizzera          | 7                 |

### Classifiche di fine anno
| Classifica (2020) | Posizione |
| ----------------- | --------- |
| Italia            | 5         |
| Classifica (2021) | Posizione |
| Italia            | 39        |